# Zygmunt Lauksmin
Zygmunt Lauksmin (lit. Žygimantas Liauksminas), Lauxmin, Łauksmin, także błędnie Lauxman, Lawksman, herbu Dąbrowa (ur. 1597, zm. 11 września 1670 w Wilnie) – litewski jezuita, pedagog i pisarz.

## Życiorys
Był synem Jerzego Lauksmina, komorzego żmudzkiego. Ukończył klasę poetyki w Wilnie, w 1616 roku wstąpił do zakonu jezuitów. W latach 1618–1619 uczęszczał na wykłady z retoryki i greki u Walentego z Kolna w Połocku. Od 1619 do 1622 roku studiował filozofię na Akademii Wileńskiej, po czym odbył trzyletnią praktykę jako nauczyciel syntaksy, poetyki i retoryki. W latach 1625–1629 ponownie był słuchaczem Akademii Wileńskiej, gdzie uczęszczał na zajęcia z teologii. Po ukończeniu studiów wykładał retorykę w seminariach zakonnych w Połocku i Nieświeżu. W 1635 roku został wykładowcą filozofii w Akademii Wileńskiej, gdzie w 1637 roku uzyskał magisterium. W 1638 roku przeniósł się na katedrę teologii, w 1642 roku uzyskał tytuł doktora. W latach 1644–1647 pełnił funkcję rektora kolegium w Połocku. Od 1655 roku pełnił funkcję wicerektora Akademii Wileńskiej i instruktora trzeciej probacji w Pińsku. W latach 1661–1665 był rektorem kolegium w Krożach. W latach 1651–1652 i 1661 przebywał w Rzymie jako uczestnik Kongregacji Generalnej zakonu jezuitów.
Opracował nowy system nauczania wymowy o charakterze poglądowym, uwzględniający naturę mowy. Czerpał przykłady z klasyków: Demostenesa, Cycerona i Wergiliusza. Przykładał wagę do znajomości filozofii i zwalczał makaronizmy. Wydał podręcznik retoryki Praxis oratoria sive praecepta artis rhetoricae (Braniewo 1648), cieszący się poważaniem w środowiskach zarówno katolickich jak i protestanckich i do połowy XVIII wieku wielokrotnie przedrukowywany także za granicą: w Monachium, Frankfurcie nad Menem, Kolonii, Würzburgu, Pradze i Wiedniu. W czasach całkowitej dominacji łaciny doceniał również znaczenie greki i prowadził jej nadobowiązkowe kursy dla studentów. Opracował podręcznik do greki Epitome institutionum linguae graecae (wyd. Wilno 1655). Na potrzeby kolokwium w Toruniu przygotował dzieło o Kościele Demonstratio catholicae Ecclesiae (wyd. Wilno 1643 i 1645). Był także autorem podręcznika muzycznego Ars et praxis musicae (wyd. Wilno 1667) oraz 5-tomowego cyklu wykładów katechizmu dla ludu, z którego drukiem ukazał się tylko tom pierwszy pt. Theologia ecclesiastica (wyd. Wilno 1675).